# マシュー・エブデン
マシュー・エブデン（Matthew Ebden, 1987年11月26日 - ）は、オーストラリアの男子プロテニス選手。2013年全豪オープン混合ダブルスでヤルミラ・ガイドソバと組み優勝を果たした。ATPツアーでのシングルスの勝利はない。ダブルスでは12勝を挙げている。自己最高ランキングはシングルス39位、ダブルス1位。身長188cm、体重78kg。右利き、バックハンド・ストロークは両手打ち。

## 選手経歴

### ジュニア時代
5歳でテニスを始める。

### 2006年 プロ転向
2006年にプロ転向。

### 2013年 全豪混合ダブルス初優勝
2013年全豪オープン混合ダブルスでヤルミラ・ガイドソバと組み優勝を果たした。

### 2017年 ツアー初の決勝進出
シングルスは2017年のテニス殿堂選手権で初めて決勝進出を果たすも、ジョン・イスナーに3-6, 6-7(4)で敗れた。

### 2018年 トップ50位入り
2018年ウィンブルドン選手権では1回戦で第10シードのダビド・ゴフィンに勝利し、グランドスラムで初めて3回戦に進出。大会後の世界ランキングで43位となり、30歳でトップ50入りを果たす。

### 2021年 全米ダブルスベスト8
全米オープンでは同胞のマックス・パーセルと組んで、ベスト8入り。準々決勝ではラジーム・ラム/ジョー・ソールズベリー組に敗れた。

### 2022年 ウィンブルドンダブルス優勝
全豪オープンではシングルスは予選敗退したが、ダブルスでは同胞のマックス・パーセルと組み、グランドスラムのダブルスで初の決勝進出。決勝では同胞のニック・キリオス/タナシ・コキナキス組に敗れて、準優勝。7月のウィンブルドンでは決勝でクロアチア組を下し優勝。

### 2024年 パリ五輪ダブルス金メダル
シングルスは2年間出場していなかったが、直前になってホルガ・ルーネが欠場した為に繰り上がりで急遽出場。1回戦でノバク・ジョコビッチに敗れた。ダブルスではジョン・ピアースとのペアで金メダルを獲得。

## グランドスラム優勝

### 混合ダブルス: 1
| 結果 | 年   | 大会         | サーフェス | パートナー           | 相手                                                | スコア   |
| 優勝 | 2013 | 全豪オープン | ハード     | ヤルミラ・ガイドソバ | ルーシー・ハラデツカ フランティシェク・チェルマーク | 6-3, 7-5 |

## ATPツアー決勝進出結果

### シングルス: 1回 (0勝1敗)
| 大会グレード                            |
| グランドスラム (0-0)                    |
| ATPワールドツアー・ファイナル (0-0)     |
| ATPワールドツアー・マスターズ1000 (0-0) |
| ATPワールドツアー・500シリーズ (0-0)    |
| ATPワールドツアー・250シリーズ (0-1)    |

| サーフェス別タイトル |
| ハード (0-0)         |
| クレー (0-0)         |
| 芝 (0-1)             |
| カーペット (0-0)     |

| 結果   | No. | 決勝日        | 大会         | サーフェス | 対戦相手         | スコア      |
| ------ | --- | ------------- | ------------ | ---------- | ---------------- | ----------- |
| 準優勝 | 1.  | 2017年7月23日 | ニューポート | 芝         | ジョン・イスナー | 3–6, 6–7(4) |

### ダブルス: 5回 (4勝1敗)
| 結果   | No. | 決勝日        | 大会         | サーフェス | パートナー                       | 対戦相手                                          | スコア           |
| ------ | --- | ------------- | ------------ | ---------- | -------------------------------- | ------------------------------------------------- | ---------------- |
| 優勝   | 1.  | 2011年7月10日 | ニューポート | 芝         | ライアン・ハリソン               | ヨハン・ブランシュトロム アディル・シャマスディン | 4–6, 6–3, [10–5] |
| 優勝   | 2.  | 2011年7月24日 | アトランタ   | ハード     | アレックス・ボゴモロフ・ジュニア | マティアス・バッキンガー フランク・モーサー       | 6-3, 5-7, [10-5] |
| 準優勝 | 1.  | 2012年1月15日 | シドニー     | ハード     | ヤルコ・ニエミネン               | ボブ・ブライアン マイク・ブライアン               | 1–6, 4–6         |
| 優勝   | 3.  | 2012年7月22日 | アトランタ   | ハード     | ライアン・ハリソン               | グザビエ・マリス マイケル・ラッセル               | 6–3, 3–6, [10–6] |
| 優勝   | 4.  | 2014年3月1日  | アカプルコ   | ハード     | ケビン・アンダーソン             | フェリシアーノ・ロペス マックス・ミルヌイ         | 6–3, 6–3         |

## シングルス成績
略語の説明
| W | F | SF | QF | #R | RR | Q# | LQ | A | Z# | PO | G | S | B | NMS | P | NH |

W=優勝, F=準優勝, SF=ベスト4, QF=ベスト8, #R=#回戦敗退, RR=ラウンドロビン敗退, Q#=予選#回戦敗退, LQ=予選敗退, A=大会不参加, Z#=デビスカップ/BJKカップ地域ゾーン, PO=デビスカップ/BJKカッププレーオフ, G=オリンピック金メダル, S=オリンピック銀メダル, B=オリンピック銅メダル, NMS=マスターズシリーズから降格, P=開催延期, NH=開催なし.
| 大会           | 2010 | 2011 | 2012 | 2013 | 2014 | 2015 | 2016 | 2017 | 2018 | 2019 | 通算成績 |
| -------------- | ---- | ---- | ---- | ---- | ---- | ---- | ---- | ---- | ---- | ---- | -------- |
| 全豪オープン   | 1R   | 1R   | 2R   | 1R   | 2R   | LQ   | 1R   | LQ   | 2R   | 2R   | 4–8      |
| 全仏オープン   | LQ   | LQ   | 1R   | LQ   | 1R   | A    | A    | LQ   | 1R   | 1R   | 0–4      |
| ウィンブルドン | LQ   | LQ   | 1R   | 1R   | 1R   | 2R   | A    | A    | 3R   | 1R   | 3–6      |
| 全米オープン   | LQ   | LQ   | 2R   | LQ   | 2R   | 1R   | A    | LQ   | 2R   | A    | 3–4      |